# Prepona bouvieri
Prepona bouvieri är en fjärilsart som beskrevs av Le Moult 1931. Prepona bouvieri ingår i släktet Prepona och familjen praktfjärilar. Inga underarter finns listade i Catalogue of Life.